# P.O.P
Singles
1. Plastic 2 Mercy
Sortie : 30 septembre 2014
2. UNIT
Sortie : 6 janvier 2015

P.O.P est le premier EP du groupe féminin japonais POP (Period Of Plastic 2 Mercy) (anciennement Pla2me) et le premier disque sous cette appellation après le changement du nom du groupe.

## Détails de l'album
Il s'agit du premier mini album des POP ainsi que leur premier disque après le départ de Mari Mizuta (ex-Izukoneko) et l’arrivée de 4 nouveaux membres. Il est également le premier disque du groupe sous cette appellation (après le changement de nom du groupe ; auparavant connu sous le nom de Pla2me).
L'album sort le 4 août 2015 en seule édition et atteint la 33e place du classement hebdomadaire des ventes de l'Oricon et s'y maintient pendant une semaine.
Le CD contient au total 10 chansons dont les 2 premiers singles du groupe quand celui-ci n’était encore qu’un duo musical (sous le nom de Pla2me) : Plastic 2 Mercy et UNIT. Ces singles ont été réenregistrés avec les membres actuels du groupe pour ce mini album.
La musique vidéo d'un des chansons inédites pretty pretty good est mise en ligne sur YouTube afin de promouvoir la sortie du disque.

## Formation
- Saki Kamiya
- Maaya Inukai
- Miki Yamamachi
- Ao Shigusawa
- Yua Yumeno

## Liste des titres
| No  | Titre                      | Durée |
| --- | -------------------------- | ----- |
| 1.  | Plastic 2 Mercy (POP ver.) |       |
| 2.  | pretty pretty good         |       |
| 3.  | fly away                   |       |
| 4.  | who am I?                  |       |
| 5.  | UNIT (POP ver.)            |       |
| 6.  | NEON                       |       |
| 7.  | Lonely lonely lonely       |       |
| 8.  | 3rd FLOOR BOYFRIEND        |       |
| 9.  | Daydream                   |       |
| 10. | Letter                     |       |